# جان إليز شيفر
جان إليز شيفر هي طبيبة وعالمة أمريكية. و باحثة كبيرة في مركز جوسلين للسكري،  حيث تعمل أيضا كمديرة أبحاث مساعدة، وهي أستاذة الطب في كلية الطب بجامعة هارفارد. يركز عملها على الآليات الأساسية لاستجابات الإجهاد الأيضي والفيزيولوجيا المرضية لمضاعفات مرض السكري

## التعليم
أكملت شيفر A.B في الكيمياء الحيوية، بامتياز من كلية هارفارد. وهي طالبة جامعية قامت بعمل أطروحتها مع ريتشارد موريموتو في مختبر ماثيو ميسلسون. وحصلت على شهادة دكتوراه في الطب مع مرتبة الشرف من كلية الطب بجامعة هارفارد. أكملت شيفر تدريبًا داخليًا في مستشفى بريجهام ومستشفى النساء وزمالة سريرية وبحثية في أمراض القلب في مستشفى بيس إسرائيل. نفذت تدريبًا بعد الدكتوراه مع هارفي لوديش ودكتوراه في وايتهيد بمعهد ماساتشوستس للتكنولوجيا وخلال هذه الفترة استنسخت أول عضو في عائلة بروتين نقل الأحماض الدهنية.

## المهنة
في عام 1995، انضمت شيفر إلى هيئة التدريس في كلية الطب بجامعة واشنطن في سانت لويس. وترقت من خلال الرتب وعينت كأستاذة متميزة في جامعة فرجينيا مينيتش في الطب. بالإضافة إلى قيادة مختبر يركز على أبحاث الأمراض الأيضي قامت بإدارة مركز أبحاث السكري الممول من معهد الوطني للسكري وأمراض الجهاز الهضمي والكلى في جامعة واشنطن من 2008 إلى 2019. اكتشف مختبرها أن تعطيل الحمض النووى الصغيرمحددة يحمي من موت الخلايا الناجم عن الدهون ويغير التمثيل الغذائي وهو العمل الذي وفر فهما جديدا لكيفية تأثير إشارات المغذيات على التوازن الخلوي من خلال حمض نووى، KN غير الترميز. شيفر لها مساهمات في مجالات التمثيل الغذائي للدهون والإجهاد الأيضي من قبل الجمعية الأمريكية للتحقيق السريري والجمعية الأمريكية لتقدم العلوم وجمعية الأطباء الأمريكيين والجمعية الأمريكية للكيمياء الحيوية والبيولوجيا الجزيئية. في عام 2019، تم تجنيد شيفر في مركز جوسلين للسكري في كلية الطب بجامعة هارفارد 

## الجوائز والتكريمات
- 1993 جائزة كاتز للأبحاث العلمية الأساسية، جمعية القلب الأمريكية
- 1995 جائزة هاينريش ويلاند
- 2003 الجمعية الأمريكية للتحقيق السريري
- 2008 زميل الجمعية الأمريكية لتقدم العلوم
- 2012 الجمعية الأمريكية للأطباء
- 2017 جائزة هارولد ريفكين، كلية ألبرت آينشتاين للطب
- جائزة روبرت ب. هيبل 2018، جامعة مينيسوتا
- 2020 جائزة أفانتي في الدهون، الجمعية الأمريكية للكيمياء الحيوية والبيولوجيا الجزيئية